# Distrito sanitário

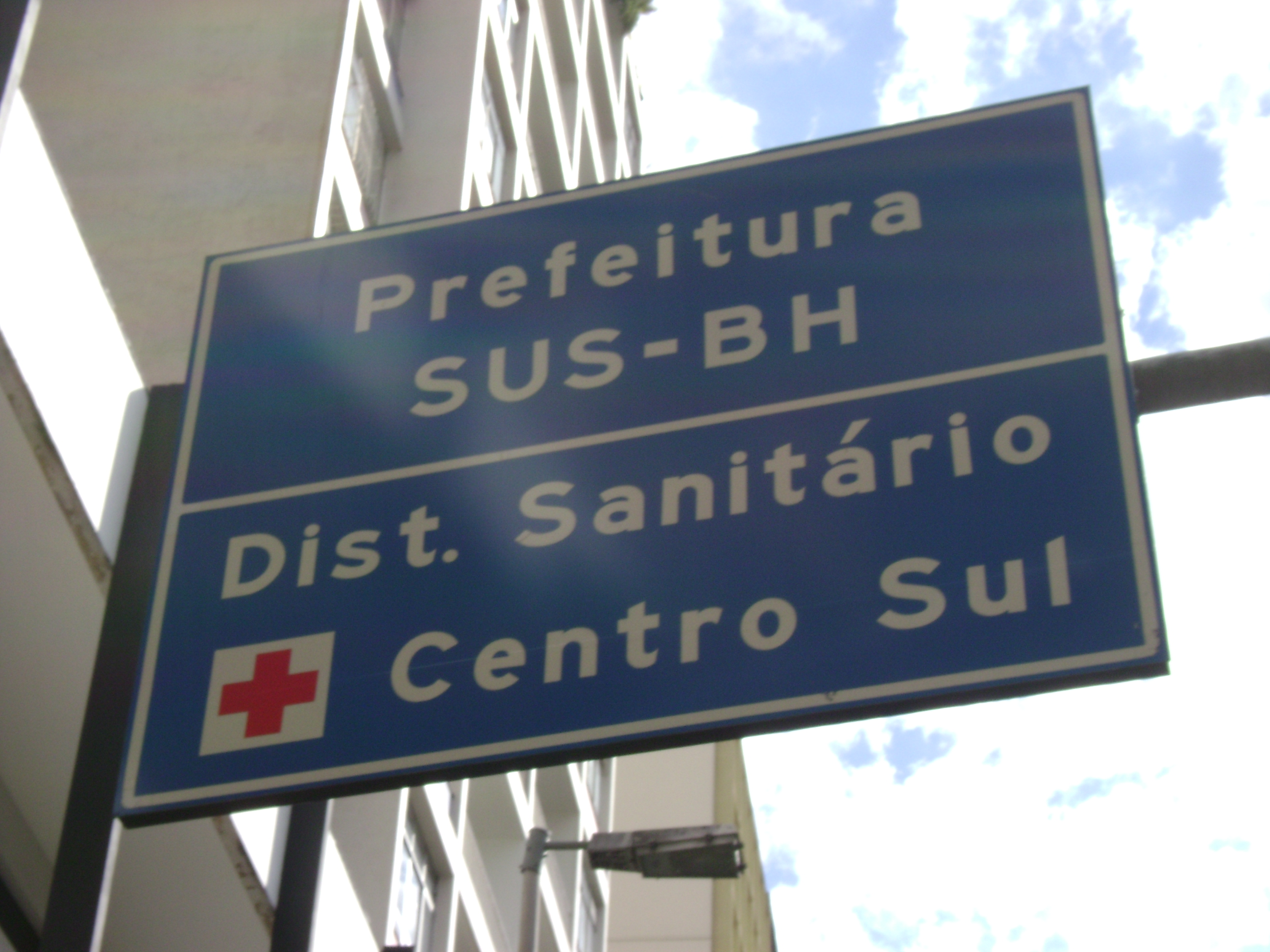
Placa indicativa de distrito sanitário, em Belo Horizonte.

Distrito sanitário compreende uma área geográfica que comporta uma população com características epidemiológicas e sociais e suas necessidades, e os recursos de saúde para atendê-la.
A área geográfica é definida para cada realidade e pode ser constituída por:
• vários bairros de um município;
• vários municípios de uma região.
No processo de definição do chamado território-distrito devem ser consideradas para a sua composição as relações de fluxos existentes entre os municípios ou bairros, as referências natural ou culturalmente já estabelecidas entre eles em suas diversas atividades, principalmente na área da saúde.
A preexistência de uma eventual territorialização definida pelo gestor estadual (Secretaria Estadual da Saúde) não deve ser considerada como balizamento definitivo, mas pode ser utilizada como um ponto de partida e ajustada de acordo com as necessidades. 
Os problemas relacionados ao conceito de Distrito sanitário são classificados em:
Intermediários: São aqueles que se referem ao processo organizacional dos recursos de saúde, por exemplo, a falta de leitos para pacientes especiais tal como os queimados. Como problemas intermediários também pode-se citar a falta de médicos e o gasto excessivo com ações de saúde;
Terminais: Ocorre quando a população do Distrito Sanitário ultrapassa a capacidade de atendimento do Distrito Sanitário. A qualidade de vida neste estágio pode estar afetada.
Atuais: Referem-se à incidência (situação atual) de uma determinada doença, ex: Tuberculose.